# Messier 2
Messier 2, M2 of NGC 7089 is een bolvormige sterrenhoop in het sterrenbeeld Waterman (Aquarius). De bolhoop werd ontdekt op 11 september 1746 door Giovanni Domenico Maraldi. Charles Messier ontdekte hem onafhankelijk in 1760.
Hij bevat ongeveer 150.000 sterren. Van 21 is bekend dat ze variabel zijn, de meeste hier van zijn RR Lyrae-sterren. M2 heeft een geschatte leeftijd van 13 miljard jaar.
M2 is net niet te zien met het blote oog, een verrekijker of kleine telescoop laat hem zien als wazig vlekje. Een telescoop met een diameter van 25 cm is nodig om de individuele sterren in de kern te kunnen onderscheiden.

## Baxendell's niet-fotografeerbare nevel
Object nummer 7088 in Johan Dreyer's New General Catalogue, in 1880 ontdekt door de Britse astronoom Joseph Baxendell nabij Messier 2, kreeg algauw de bijnaam Baxendell's unphotographable nebula omdat het object enkel visueel kon worden waargenomen. Alle pogingen om er met behulp van aan telescopen gekoppelde camera's foto's van te nemen liepen uit op sissers. Het onfotografeerbare object bleek naderhand een optische illusie te zijn, teweeggebracht door de reflectie van het licht van Messier 2 in het lenzenstelsel van eender welke telescoop.